# Wohn- und Geschäftshaus Brautstraße 15
Das Wohn- und Geschäftshaus Brautstraße 15  in Bruchhausen-Vilsen stammt aus dem 19. Jahrhundert. Es wird heute (2022) als Kunst- und Geschenkeladen genutzt. 
Das Gebäude steht unter Denkmalschutz (siehe auch Liste der Baudenkmale in Bruchhausen-Vilsen).

## Geschichte
Das eingeschossige verputzte neoklassizistische giebelständige  Gebäude mit Satteldach wurde im 19. Jahrhundert gebaut. Das ehemalige Anwesen von Hagemann wurde 1992 saniert und umgebaut. Die großen Schaufenster im Giebel wurden durch senkrechte Sprossenfenster ersetzt. Der Innenhof erhielt ein Glasdach und der Zugang am Lindenberg führt durch einen in Sandstein gefassten Torbogen zu einem kleinen Restaurant.